# Покровка (Еланецкий район)
Покровка (укр. Покровка) — село в Еланецком районе Николаевской области Украины.
Население по переписи 2001 года составляло 4 человека. Почтовый индекс — 55510. Телефонный код — 5159.

## Местный совет
55510, Николаевская обл., Еланецкий р-н, с. Ясногородка, ул. Спортивная, 17